# Amphetamine Reptile Records
Amphetamine Reptile Records (AmRep) – amerykańska wytwórnia płytowa, założona w 1986 roku przez żołnierza piechoty morskiej Toma Hazelmyera w Waszyngtonie.
Początkowo wydawała nagrania zespołu Hazelmyera Halo of Flies, ale z czasem w katalogu wytwórni znaleźli się tacy wykonawcy jak Helmet, The Melvins, The Cows, Helios Creed, Chokebore, Servotron i inni. Hazelmyer wcześnie przeniósł label do Minneapolis i kontynuował wydawanie nagrań artystów noise rockowych. AmRep wydawała między innymi składanki w serii Dope, Guns ‘n’ Fucking In The Streets.

## Artyści w katalogu AmRep
| - Bailter Space - Boredoms - Boss Hog - Brainiac - Bush Pig - Calvin Krime - Casus Belli - Chokebore - Chrome Cranks - Cosmic Psychos - Cows - Dwarves - Feedtime - Fetish 69 - Freedom Fighters | - Gas Huffer - Gaunt - Gear Jammer - Gnomes of Zurich - God Bullies - godheadSilo - Guzzard - Halo of Flies - Halo of Kitten - Hammerhead - Hedonists - Helios Creed - Helmet - Heroine Sheiks - Janitor Joe | - Jawbox - Jonestown - Killdozer - King Snake Roost - Lollipop - Lonely Moans - Love 666 - lowercase - Lubricated Goat - Mama Tick - The Melvins - Mog Stunt Team - Mudhoney - Nashville Pussy - Party Diktator - Pogo the Clown | - Powers that Be - S.W.A.T. - Servotron - Silver Salute - Snivlem - Steel Pole Bathtub - Surgery - Superchunk - Supernova - TAD - Tar - The Cows - The Jesus Lizard - Thee Headcoats | - Thee Mighty Ceasars - The Thrown Ups - The U-Men - The Urinals - Today is the Day - Unsane - Vertigo - Whopping Big Naughty - X |